# 신라의 중앙 관제
신라의 중앙 관제는 삼국 시대와 남북국 시대로 나누어 볼 수 있다.

## 삼국 시대
신라의 정치 조직은 법흥왕 3년(516년) 군사 분야의 병부(兵部)가 최초로 설치되면서 발달하기 시작했다.
진흥왕 26년(565년) 재정과 국가 기밀을 담당하는 ‘품주(稟主)’를 설치했다.
진평왕(眞平王)대에 이르러 위화부(位和府)·조부(調部)·예부(禮部) 등 중앙관서와 내성(內省)이 갖추어졌다.
진덕여왕(眞德女王) 때 품주를 집사부(執事部)로 개편되면서 ‘창부(倉部)’가 따로 분설 되었다. 이방부(理方府)라는 관청도 설치했다.
위의 관서는 필요에 따라 시기적 차이를 두고 설치되었고, 관서명과 관직명은 변동이 잦았다.

## 남북국 시대
남북국 시대에는 집사성을 중심으로 그 아래에 13부를 두었다.
- 집사성(執事省) : 진덕여왕 5년(651년) 품주(稟主)로부터 집사부(執事部)로 고쳤다가, 흥덕왕 4년(829년) 집사성으로 승격하였다. 국가 기밀과 정무(政務)를 맡아보던 최고의 행정 관아로 장관은 시중이다.
  - 병부(兵部) : 법흥왕 3년 516년에 설치되었다.
  - 위화부(位和部) : 진평왕 3년 581년에 설치되었다.
  - 조부(調部) : 진평왕 6년 584년에 설치되었다.
  - 예부(禮部) : 진평왕 8년 586년에 설치되었다.
  - 창부(倉部) : 진덕여왕 5년 651년에 설치되었다.
  - 공장부(工匠府) : 신문왕때 설치되었다.
  - 예작부(例作府) : 신문왕 6년 686년에 설치되었다.
  - 승부(乘府) : 진평왕 6년 584년에 설치되었다.
  - 사정부(司正府) : 태종무열왕 6년 659년에 설치되었다.
  - 선부(船府) : 문무왕 18년 678년에 설치되었다.
  - 영객부(領客府) : 진덕여왕 5년 651년에 설치되었다.
  - (좌)이방부(左理方府) : 진덕여왕 5년 651년에 설치되었다.
  - 우이방부(右理方府) : 문무왕 7년 667년에 설치되었다.

이를 이·호·예·병·형·공의 체계에 따라 나누면 다음과 같다.
- 이 : 위화부
- 호 : 조부와 창부
- 예 : 예부와 영객부
- 병 : 병부, 승부와 선부
- 형 : 좌·우 이방부
- 공 : 예작부와 공장부
- 어사대 : 사정부

그밖에도 국립 대학인 국학(國學, 신문왕 때 설치)과 녹봉을 관장하는 사록관(司祿館, 문무왕 때 설치)이 있다.

## 같이 보기
- 신라의 관직
- 신라의 행정 구역
- 고려의 중앙 관제
- 발해의 중앙 관제
- 조선의 통치 기구